# Pakistanische Frauen-Cricket-Nationalmannschaft in England in der Saison 2024
Die Tour der pakistanischen Frauen-Cricket-Nationalmannschaft nach England in der Saison 2024 fand vom 11. bis zum 29. Mai 2024 statt. Die internationale Cricket-Tour war Bestandteil der internationalen Cricket-Saison 2024 und umfasste drei WODIs und drei WTwenty20s. Die WODIs waren Teil der ICC Women’s Championship 2022–2025. England gewann die WODI-Serie 2–0 und die WTwenty20-Serie 3–0.

## Vorgeschichte
Für beide Mannschaften war es die erste Tour der Saison. Das letzte Aufeinandertreffen der beiden Mannschaften bei einer Tour fand in der Saison 2019/20 in Malaysia statt.

## Stadion
Die folgenden Stadien wurden für die Tour ausgewählt und am 5. Juli 2023 bekanntgegeben.
| Stadion                  | Stadt       | Kapazität | Spiele  |
| ------------------------ | ----------- | --------- | ------- |
| Edgbaston Cricket Ground | Birmingham  | 24.803    | 1. WT20 |
| County Ground            | Chelmsford  | 6.500     | 3. WODI |
| County Cricket Ground    | Derby       | 9.500     | 1. WODI |
| Headingley Stadium       | Leeds       | 17.000    | 3. WT20 |
| County Cricket Ground    | Northampton | 6.500     | 2. WT20 |
| County Ground            | Taunton     | 8.500     | 2. WODI |

## Kaderlisten
Pakistan benannte seine Kader am 1. Mai 2024.
England benannte seine Kader am 3. Mai 2024.
| WODI | WODI | WTwenty20 | WTwenty20 |
| England | Pakistan | England | Pakistan |
| --- | --- | --- | --- |
| - Heather Knight (K) - Tammy Beaumont - Lauren Bell - Maia Bouchier - Alice Capsey - Kate Cross - Charlie Dean - Sophie Ecclestone - Lauren Filer - Sarah Glenn - Amy Jones (wk) - Natalie Sciver-Brunt - Danni Wyatt | - Nida Dar (K) - Waheeda Akhtar - Muneeba Ali (wk) - Najiha Alvi (wk) - Sidra Ameen - Diana Baig - Gull Feroza - Tuba Hassan - Sadia Iqbal - Natalia Pervaiz - Aliya Riaz - Fatima Sana - Sadaf Shamas - Rameen Shamim - Nashra Sandhu - Umm-e-Hani - Ayesha Zafar | - Heather Knight (K) - Lauren Bell - Maia Bouchier - Alice Capsey - Charlie Dean - Sophie Ecclestone - Lauren Filer - Danielle Gibson - Sarah Glenn - Bess Heath (wk) - Amy Jones (wk) - Freya Kemp - Natalie Sciver-Brunt - Linsey Smith - Danni Wyatt | - Nida Dar (K) - Waheeda Akhtar - Muneeba Ali (wk) - Najiha Alvi (wk) - Sidra Ameen - Diana Baig - Gull Feroza - Tuba Hassan - Sadia Iqbal - Natalia Pervaiz - Aliya Riaz - Fatima Sana - Sadaf Shamas - Rameen Shamim - Nashra Sandhu - Umm-e-Hani - Ayesha Zafar |

## Tour Matches
| 9. Mai | Leicester | ECB Development XI 140-9 (20)          | – | Pakistan 103-9 (20) |
|        |           | ECB Development XI gewinnt mit 37 Runs |   |                     |

| 21. Mai | Northampton | Pakistan 150 (43.2)                                 | – | ECB Development XI 112-5 (20/20) |
|         |             | ECB Development XI gewinnt mit 26 Runs (D/L method) |   |                                  |

## Women’s Twenty20 International

### Erstes WTwenty20 in Birmingham
| 11. Mai Scorecard | Birmingham | England 163-5 (20)          | – | Pakistan 110 (18.2) |
|                   |            | England gewinnt mit 53 Runs |   |                     |

Pakistan gewann den Münzwurf und entschied sich als Feldmannschaft zu beginnen. England verlor früh drei Wickets, bevor Heather Knight und Amy Jones eine Partnerschaft formten. Jones schied nach 37 Runs aus und wurde durch Danielle Gibson ersetzt. Knight erzielte 49 Runs, woraufhin Gibson zusammen mit Sophie Ecclestone das Innings beendete. Gibson erreichte dabei 41* Runs und Ecclestone 19* Runs. Beste pakistanische Bowlerinnen waren Waheeda Akhtar mit 2 Wickets für 20 Runs und Sadia Iqbal mit 2 Wickets für 30 Runs. Für Pakistan bildeten die Eröffnungs-Batterin Gull Feroza und die dritte Schlagfrau Sadaf Shamas eine Partnerschaft. Feroza erreichte 17 Runs und nachdem Muneeba Ali 10 Runs erzielte, schied auch Shamas nach 35 Runs aus. Von den verbliebenen Batterinnen konnte lediglich Fatima Sana mit 16 Runs eine zweistellige Run-Zahl erzielen, bevor im vorletzten Over des Innings das letzte Wicket fiel. Beste englische Bowlerinnen waren Sarah Glenn mit 4 Wickets für 12 Runs und Lauren Bell mit 3 Wickets für 22 Runs. Als Spielerin des Spiels wurde Amy Jones ausgezeichnet.

### Zweites WTwenty20 in Northampton
| 17. Mai Scorecard | Northampton | England 144-6 (20)          | – | Pakistan 79 (15.5) |
|                   |             | England gewinnt mit 65 Runs |   |                    |

England gewann den Münzwurf und entschied sich als Schlagmannschaft zu beginnen. Für England bildeten die Eröffnungs-Batterin Maia Bouchier und die dritte Schlagfrau Alice Capsey eine Partnerschaft. Bouchier erreichte 30 Runs und wurde durch Natalie Sciver-Brunt ersetzt, bevor auchCapsey nach 31 Runs ihr Wicket verlor. Sciver-Brunt erzielte ebenfalls 31 Runs, bevor Amy Jones und Danielle Gibson eine weitere Partnerschaft formten. Jones schied nach 15 Runs aus, während Gibson bis zum Ende des Innings 18* Runs erzielte und so die Vorgabe auf 145 Runs erhöhte. Beste pakistanische Bowlerin war Nida Dar mit 2 Wickets für 33 Runs. Für Pakistan formte die Eröffnungs-Batterin Sidra Ameen zusammen mit der vierten Schlagfrau Muneeba Ali eine Partnerschaft. Ali gelangen 18 Runs und nachdem Aliya Riaz aufs Feld kam, schied auch Ammen nach 11 Runs aus. Riaz konnte 19 Runs erreichen jedoch fiel bald darauf das letzte Wicket und so unterlag Pakistan deutlich. Beste englische Bowlerin war Sophie Ecclestone mit 3 Wickets für 11 Runs. Als Spielerin des Spiels wurde Alice Capsey ausgezeichnet.

### Drittes WTwenty20 in Leeds
| 19. Mai Scorecard | Leeds | England 176 (20)            | – | Pakistan 142-4 (20) |
|                   |       | England gewinnt mit 34 Runs |   |                     |

England gewann den Münzwurf und entschied sich als Schlagmannschaft zu beginnen. Für sie begannen die Eröffnungs-Batterin Danni Wyatt zusammen mit der vierten Schlagfrau Heather Knight eine Partnerschaft. Wyatt schied nach einem Fifty über 87 Runs aus und Knight kurz darauf nach 12 Runs. In der Folge bildeten Amy Jones und Danielle Gibson eine Partnerschaft. Gibson gelangen 13 Runs und Jones 26 Runs. Das Innings endete mit einer Vorgabe von 177 Runs für Pakistan. Beste pakistanische Bowlerinnen waren Diana Baig mit 3 Wickets für 26 Runs und Nida Dar mit 3 wickets für 45 Runs. Für Pakistan begannen die Eröffnungs-Batterinnen Gull Feroza und Sidra Ameen. Ameen erreichte 26 Runs und kurz darauf schied auch Feroza nach 30 Runs aus. Daraufhin formten Nida Dar und Aliya Riaz eine weitere Partnerschaft. Riaz beendete das Innings mit 35* Runs und Dar mit 29* Runs, was jedoch nicht ausreichte um die Vorgabe einzuholen. Die englischen Wickets erzielten Sophie Ecclestone, Lauren Filer, Danielle Gibson und Charlie Dean. Als Spielerin des Spiels wurde Danni Wyatt ausgezeichnet.

## Women’s One-Day Internationals

### Erstes WODI in Derby
| 23. Mai Scorecard | Derby | England 243-9 (50)          | – | Pakistan 206-9 (50) |
|                   |       | England gewinnt mit 37 Runs |   |                     |

Pakistan gewann den Münzwurf und entschied sich als Feldmannschaft zu beginnen. Für England bildeten die Eröffnungs-Batterinnen Tammy Beaumont und Maia Bouchier eine Partnerschaft. Bouchier erreichte 18 Runs und wurde durch Heather Knight gefolgt. Beaumont konnte 33 Runs erzielen und nachdem Natalie Sciver-Brunt ins Spiel kam, schied Knight nach 29 Run aus. Kurz darauf verlor auch Sciver-Brunt nach 31 Runs ihr Wicket und Alice Capsey bildete mit Amy Jones eine weitere Partnerschaft. Jones gelangen 37 Runs und ihr folgte Charlie Dean. Capsey konnte 44 Run erzielen und nachdem Sarah Glenn aufs Feld kam, schied Dean nach 20 Runs aus. Glenn beendete dann das Innings ungeschlagen mit 16* Runs und erhöhte so die Vorgabe für Pakistan auf 244 Runs. Beste pakistanische Bowlerin war Nida Dar mit 3 Wickets für 56 Runs. Für Pakistan formten der Eröffnungs-Batterin Sadaf Shamas und die dritte Schlagfrau Muneeba Ali eine Partnerschaft. Shamas erreichte 28 Runs, woraufhin Nida Dar aufs Feld kam. Ali konnte 34 Runs erzielen und wurde durch Aliya Riaz gefolgt. Dar erreichte 26 Runs aus und Riaz nach 21 Runs. Najiha Alvi erzielte bis zum Ende des Innings 26* Runs, was jedoch nicht ausreichte die Vorgabe zu gefährden. Beste englische Bowlerin war Sophie Ecclestone mit 3 Wickets für 26 Runs, die dafür als Spielerin des Spiels ausgezeichnet wurde.

### Zweites WODI in Taunton
| 26. Mai Scorecard | Taunton | Pakistan 29-0 (6.5) | – | England |
|                   |         | No Result           |   |         |

Pakistan gewann den Münzwurf und entschied sich als Schlagmannschaft zu beginnen. Für sie begannen die Eröffnungs-Batterinnen Sadaf Shamas und Sidra Amin. Im siebten Over begann es zu Regnen, und mehr als drei Stunden später wurde das Spiel für beendet erklärt. Shamas hatte bis dahin 18* und Amin 7* Runs erreicht.

### Drittes WODI in Chelmsford
| 29. Mai Scorecard | Chelmsford | England 302-5 (50)           | – | Pakistan 124 (29.1) |
|                   |            | England gewinnt mit 178 Runs |   |                     |

England gewann den Münzwurf und entschied sich als Schlagmannschaft zu beginnen. Für sie bildeten die Eröffnungs-Batterinnen Tammy Beaumont und Maia Bouchier eine Partnerschaft. Beaumont erreichte 11 Runs und wurde gefolgt durch Heather Knight. Nachdem Bouchier 34 Runs erreichte und Knight 12 weitere, formte sich eine Partnerschaft zwischen Natalie Sciver-Brunt und Danni Wyatt. Wyatt schied nach 44 Runs aus und die ihr folgende Amy Jones erzielte 27 Runs, bevor Sciver-Brunt zusammen mit Alice Capsey das Innings ungeschlagen beendete. Sciver-Brunt erzielte dabei ein Century über 124* Runs aus 117 Bällen und Capsey 39* Runs. Beste pakistanische Bowlerin war Umm-e-Hani mit 2 Wickets für 47 Runs. Für Pakistan formten die Eröffnungs-Batterinnen Sidra Ameen und die dritte Schlagfrau Muneeba Ali eine Partnerschaft. Amin erreichte 10 Runs und die hineinkommende Ayesha Zafar 13. Daraufhin kam Aliya Riaz ins Spiel und Ali schied nach 47 Runs aus. Riaz verlor das letzte Wicket des Innings nach 36 Runs im 30. Over, womit die deutliche Niederlage feststand. Beste englische Bowlerin war Sophie Ecclestone mit 3 Wickets für 15 Runs. Als Spielerin des Spiels wurde Natalie Sciver-Brunt ausgezeichnet.

## Auszeichnungen

### Player of the Series
Als Player of the Series wurden der folgende Spieler ausgezeichnet.
| Serie | Player of the Series |
| ----- | -------------------- |
| WODI  | Sophie Ecclestone    |
| WT20  | Amy Jones            |

### Player of the Match
Als Player of the Match wurden die folgenden Spielerinnen ausgezeichnet.
| Spiel   | Player of the Match  |
| ------- | -------------------- |
| 1. WODI | Sophie Ecclestone    |
| 2. WODI | –                    |
| 3. WODI | Natalie Sciver-Brunt |
| 1. WT20 | Amy Jones            |
| 2. WT20 | Alice Capsey         |
| 3. WT20 | Danni Wyatt          |